# Sovětsko-finský pakt o neútočení

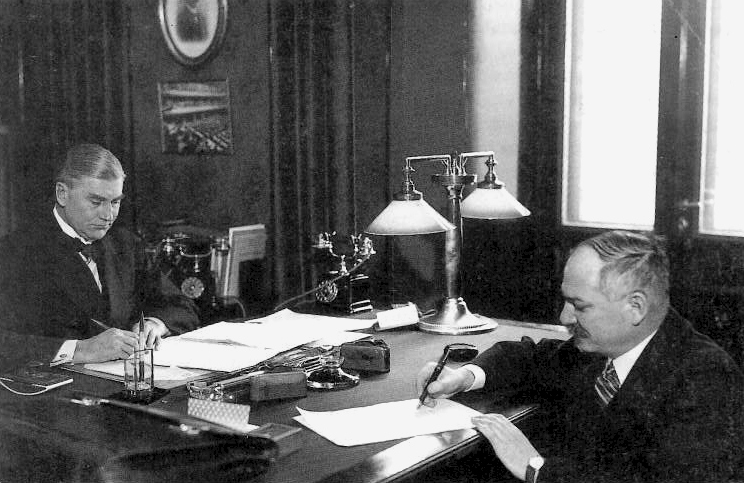
Podpis paktu o neútočení. Vpravo: Ivan Majskij, vlevo: Aarno Yrjö-Koskinen

Sovětsko-finský pakt o neútočení  byl podepsán 21. ledna 1932 vládními zmocněnci Finska a SSSR, Yrjö-Koskinenem a Majským a v roce 1934 znovu potvrzen na dobu deseti let. Pakt byl 28. listopadu 1939, dva dny před začátkem zimní války, jednostranně vypovězen, když Sovětský svaz zinscenoval 26. listopadu dělostřeleckou palbu na vesnici Mainila (Mainilský incident).